# Myšlín
Myšlín je součástí obce Mnichovice v okrese Praha-východ. Nachází se na východní části Mnichovic. Je zde Myšlínský rybník a protéká tu Myšlínský potok. Je zde evidováno 247 adres. Osamoceně na jihovýchodní straně vsi stojí zámeček Myšlín se zbytky statku, jehož části byly zbořeny po roce 2002, u něj památný Žižkův dub.

## Stavby
- Tvrz, u č.p. 1, archeologické stopy

## Další fotografie

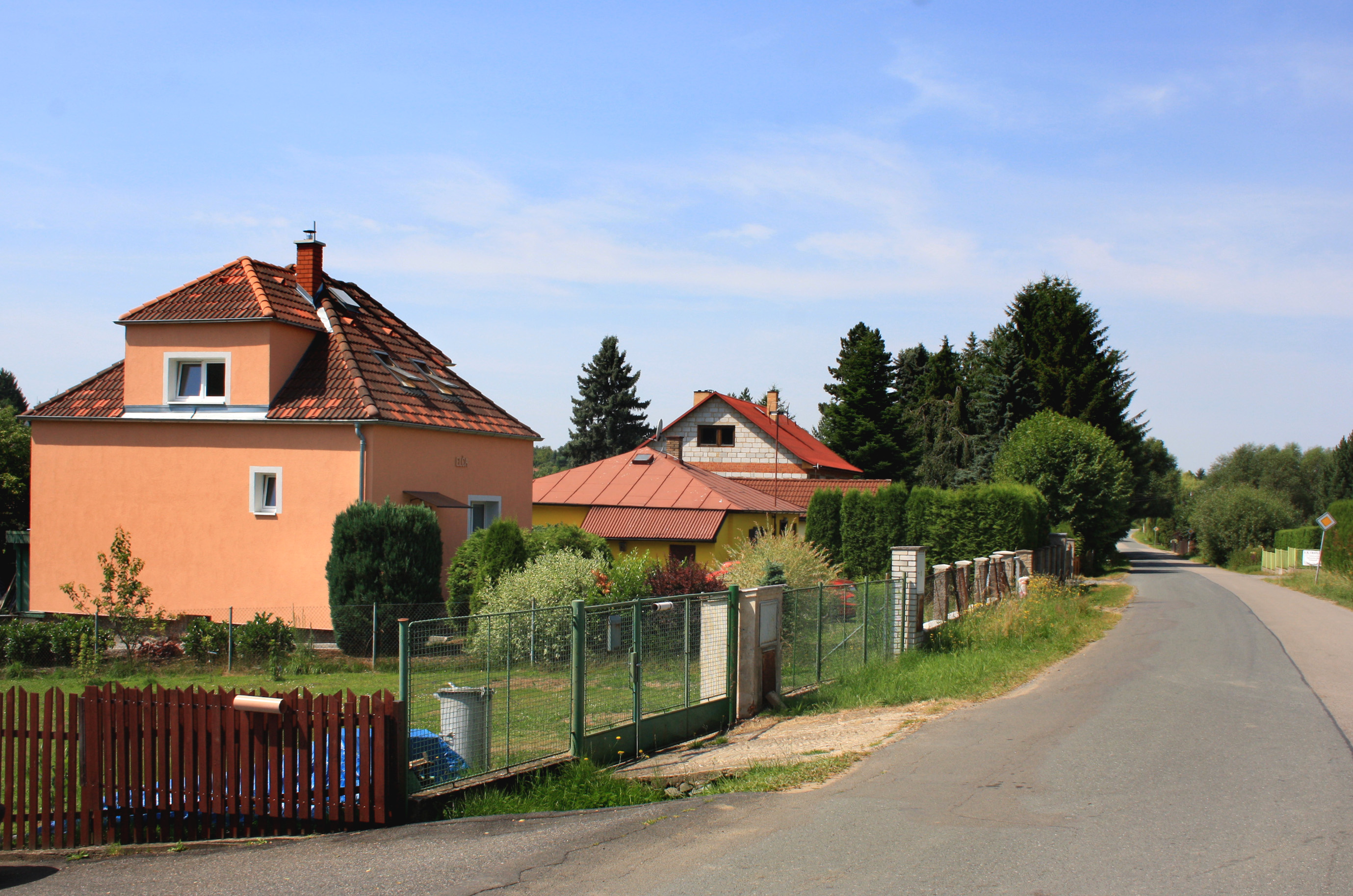
Domy u hlavní silnice
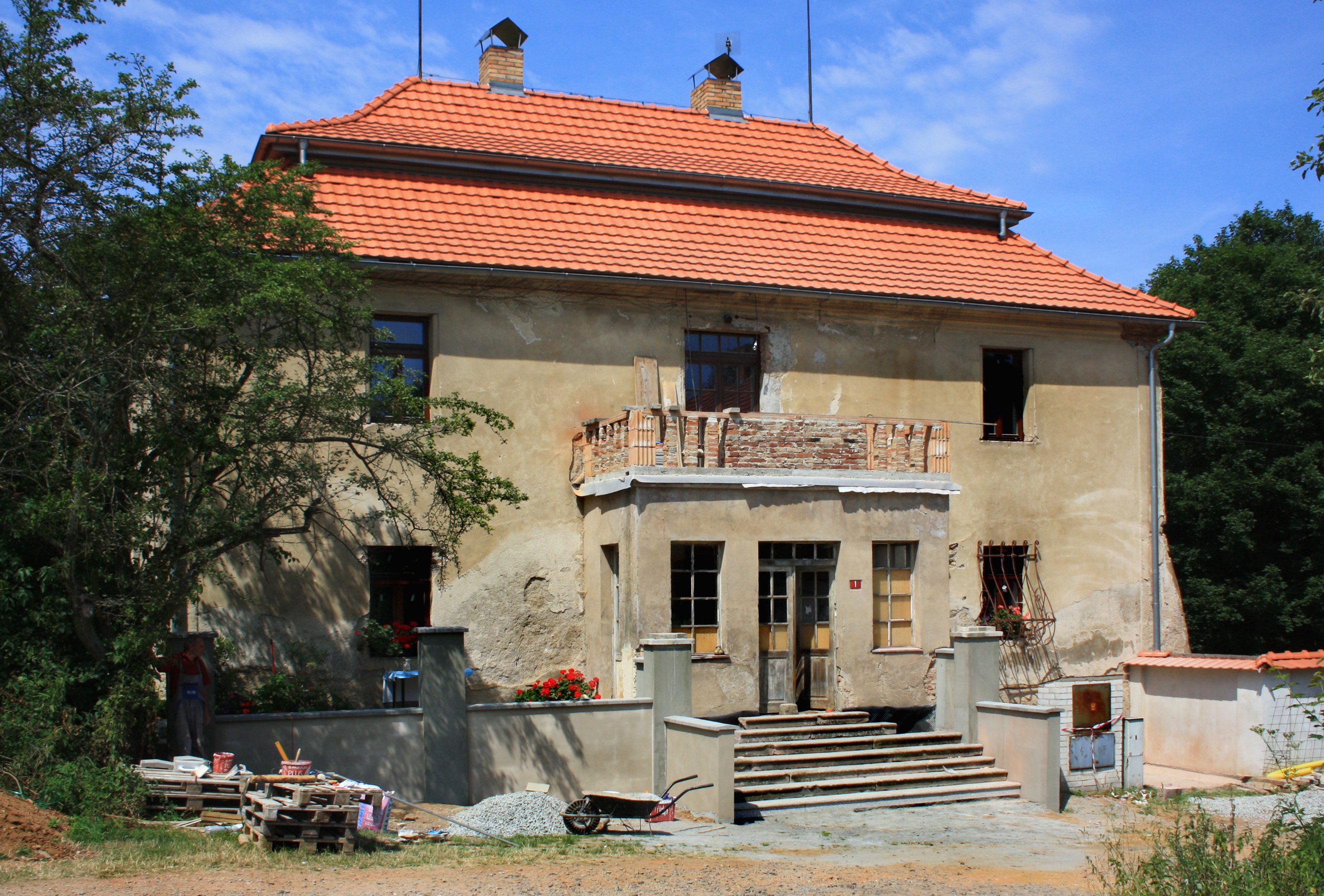
Zámeček Myšlín
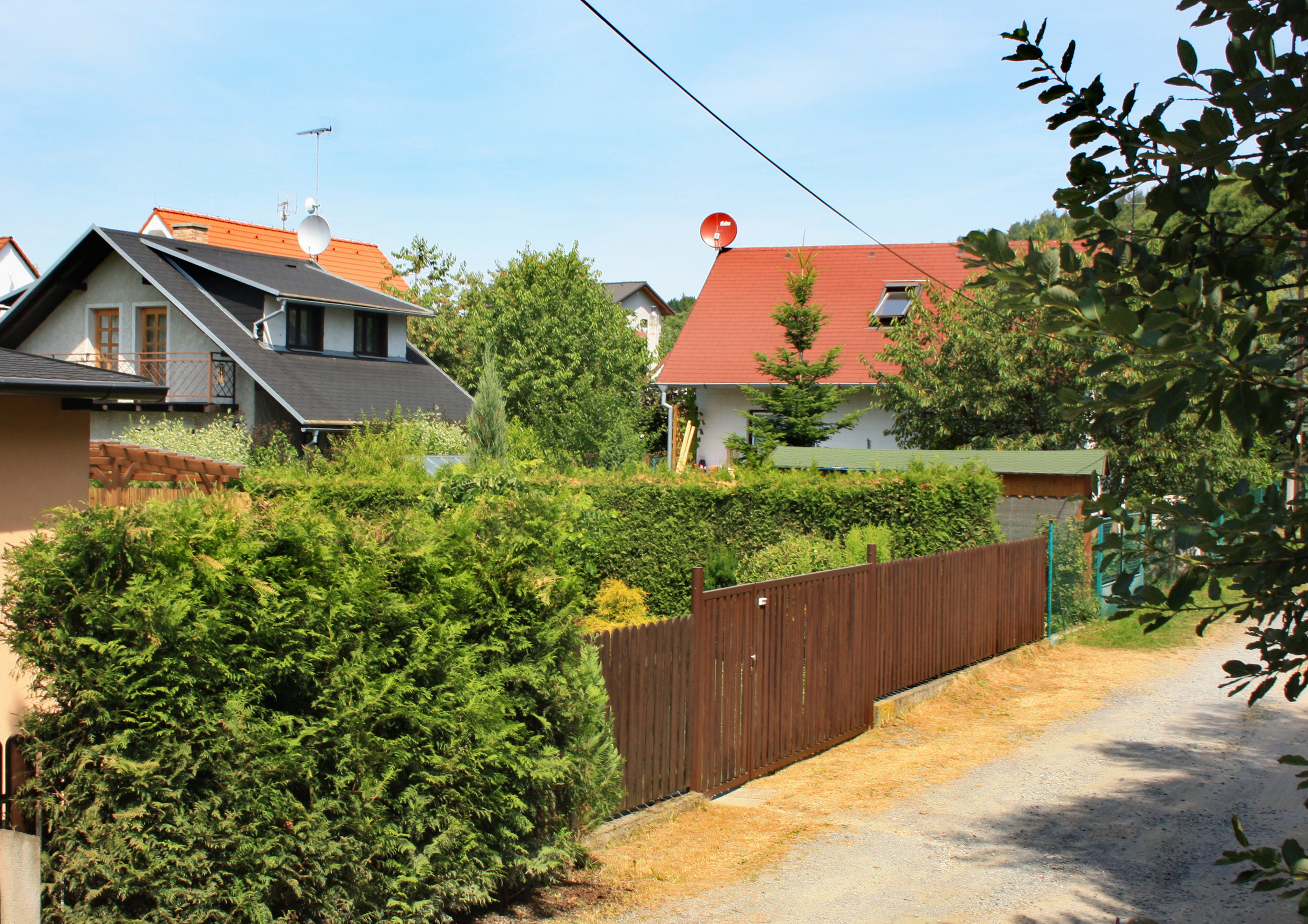
Postranní ulice